# Lista do Património Cultural Imaterial da Humanidade na Dinamarca

A Organização das Nações Unidas para a Educação, a Ciência e a Cultura (UNESCO) propôs um plano de proteção ao patrimônio cultural do mundo, através da Convenção sobre o Patrimônio Cultural Imaterial da Humanidade, cujo processo de implementação teve início em 1997 e foi oficializado em 2003. Esta é uma lista do Patrimônio Cultural Imaterial existente na Dinamarca, especificamente classificada pela UNESCO visando catalogar e proteger manifestações da cultura humana no país. A Dinamarca ratificou a convenção em 23 de novembro de 2005, tornando suas manifestações culturais elegíveis para inclusão na lista.
A manifestação Tradições nórdicas de barcos de casco trincado foi a primeira manifestação cultural da Dinamarca incluída na lista do Patrimônio Cultural Imaterial da UNESCO por ocasião da 16.ª Sessão do Comitê Intergovernamental para a Proteção do Patrimônio Cultural Imaterial da Humanidade, realizada virtualmente em 2021. Desde então, a Dinamarca totaliza 2 elementos culturais classificados como Patrimônio Cultural Imaterial.

## Bens imateriais
A Dinamarca conta atualmente com as seguintes manifestações declaradas como Patrimônio Cultural Imaterial pela UNESCO:
| | Tradições nórdicas de barcos de casco trincado |
| Bem imaterial inscrito em 2021. |                                                |
| Este bem é compartilhado com: Finlândia, Islândia, Noruega e Suécia. |                                                |
| Os barcos nórdicos de casco trincado são pequenos barcos abertos de madeira com cinco a dez metros de comprimento. Por quase dois milênios, os povos da região nórdica (incluindo os povos indígenas Sami na Finlândia, Noruega e Suécia e grupos minoritários como os Kvens na Noruega, os Tornedalians na Suécia e a população de língua sueca na Finlândia) vêm construindo barcos de casco trincado usando as mesmas técnicas básicas: tábuas finas são presas a uma espinha dorsal da quilha e das hastes, e as tábuas sobrepostas são presas com rebites de metal, pregos ou corda. O casco do barco é reforçado com armações. Os construtores de barcos de casco trincado enfatizam o longo tempo que leva para adquirir o conhecimento e as habilidades para construir barcos tradicionais. No passado, era comum começar a treinar com um mestre desde jovem, e levaria até dez anos para aprender o ofício. Símbolo da herança costeira nórdica comum, os barcos de casco trincado eram tradicionalmente utilizados para a pesca e para o transporte de materiais e pessoas. Hoje, são principalmente utilizados em festas tradicionais, regatas e eventos desportivos, embora cerca de mil pessoas vivam total ou parcialmente da produção, manutenção ou utilização de barcos de casco trincado. As tradições dos barcos de casco trincado incluem práticas sociais. Por exemplo, uma vez terminados, os barcos podem ser levados cerimonialmente para a água, onde recebem um nome e desejos de boa sorte; canções tradicionais podem ser cantadas durante a navegação. (UNESCO/BPI) |                                                |

| | Canto e dança percussiva dos Inuítes |
| Bem imaterial inscrito em 2021. |                                      |
| A dança dança e o canto percussivos são formas indígenas de expressão artística e música inuíte na Groenlândia. Danças de tambores e canções são frequentemente realizadas durante feriados nacionais, celebrações festivas e eventos sociais, por uma única pessoa ou um grupo. Um único dançarino de tambor também pode se apresentar com um coral. Durante uma dança de tambor, o artista dobra levemente os joelhos, inclinando-se ligeiramente para a frente. O tambor, ou qilaat, é levantado e abaixado em diferentes direções e uma vara feita de osso ou madeira é golpeada ritmicamente contra a estrutura do tambor para produzir uma batida aguda, ecoante e percussiva. A música do tambor é uma narração lírica que fornece um acompanhamento melodioso à batida monótona do tambor. Canções de bateria costumam tocar nas experiências e atividades da vida cotidiana na Groenlândia, e os tópicos comuns incluem amor, saudade, humor e caça. Para os inuítes da Groenlândia, dançar e cantar tambores incorporam uma identidade compartilhada e um senso de comunidade, bem como um meio de criar continuidade entre o passado e o presente. As práticas são percebidas como símbolos de equidade e igualdade na Groenlândia e são universalmente reconhecidas como pertencentes a todos, independentemente de idade, gênero, status social ou visões políticas. (UNESCO/BPI) |                                      |